# Jukaruka grisea
Jukaruka grisea är en insektsart som beskrevs av Evans 1966. Jukaruka grisea ingår i släktet Jukaruka och familjen dvärgstritar. Inga underarter finns listade i Catalogue of Life.